# Vorrei (Marta sui Tubi)
Vorrei è un brano musicale del gruppo musicale italiano Marta sui Tubi, pubblicato dalla BMG Rights Management come primo singolo estratto dal suo album intitolato Cinque, la luna e le spine. 
Il brano, presentato al Festival di Sanremo 2013, viene scelto con il 63% dei voti rispetto all'altro brano Dispari. Si è classificato al 12º posto.
Il video, pubblicato il 27 marzo 2013 in contemporanea a quello dell'altro pezzo, vede la regia di Calù.

## Classifiche
| Classifica (2013) | Posizione |
| ----------------- | --------- |
| Italia            | 67        |